# Prasináda
Prasináda är en ort i Grekland.   Den ligger i prefekturen Nomós Imathías och regionen Mellersta Makedonien, i den norra delen av landet, 300 km norr om huvudstaden Aten. Prasináda ligger 6 meter över havet och antalet invånare är 317.
Terrängen runt Prasináda är platt åt nordost, men åt sydväst är den kuperad. Runt Prasináda är det ganska tätbefolkat, med 56 invånare per kvadratkilometer. Närmaste större samhälle är Alexándreia, 9,3 km nordväst om Prasináda. Trakten runt Prasináda består till största delen av jordbruksmark.